# Uerikon
Uerikon är en ort vid Zürichsjön i kommunen Stäfa i kantonen Zürich, Schweiz. 